# Мировые рекорды на дистанции 100 метров вольным стилем у мужчин в 25-метровом бассейне
 Прогресс мировых рекордов на дистанции 100 метров вольным стилем у мужчин в 25-метровом бассейне. В 1902 году был зарегистрирован первый мировой рекорд в плавании на 200 метров вольным стилем в бассейне 50 метров.  
В первые четыре Олимпиады соревнования по плаванию проводились не в бассейнах, а на открытой воде (1896– Средиземное море, 1900– река Сена, 1904– искусственное озеро, 1906– Средиземное море).   Результаты соревнований по плаванию Олимпийских игр 1904 года в вольном стиле на дистанции 100 ярдов были единственными, когда-либо зарегистрированными, вместо обычных 100-а метров. 100-метровый бассейн был построен для Олимпийских игр 1908 года и располагался в центре легкоатлетического овала главного стадиона. Олимпийские игры 1912 года , проходившие в Стокгольмской гавани, положили начало электронному хронометражу.
В 2008 году, в преддверии Олимпийских игр, Speedo представил 50% полиуретановый костюм, названный LZR . Чистые полиуретановые костюмы от Arena (X-Glide ), Adidas (Hydrofoil) и итальянского производителя костюмов, Jaked считались в значительной степени ответственными за многочисленные мировые рекорды в 2009 году, в том числе на чемпионате мира по водным видам спорта 2009 года (получившем название "Plastic Games").ФИНА объявила о запрете на нетканые костюмы, который вступил в силу в январе 2010 года.
На летних Олимпийских играх 1924 года впервые был использован стандартный 50-метровый бассейн с обозначенными дорожками. В вольном стиле пловцы первоначально стартовали толчком от стенок бассейна, стартовые тумбочки были впервые применены на соревнованиях летних Олимпийских игр 1936 года . Поворот "кувырок" ("сальто-поворот") стал официально применяться с  1950.
Обвал мировых рекордов в плавании в 2008/2009 совпал с введением полиуретановых костюмов от Speedo (LZR, 50% полиуретана) в 2008 году и Arena (X-Glide), Adidas (Hydrofoil) и итальянского производителя плавательных костюмов Jaked (все 100% полиуретана) в 2009 году. Запрет ФИНА на плавательный костюм из полиуретана вступил в силу в январе 2010 года.;
Прогресс мировых рекордов на дистанции 100 метров вольным стилем у мужчин в 25-метровом бассейне
| Номер | Время   | Имя             | Национальность | Дата            | Соревнование                   | Место                        | Прим.         |
| ----- | ------- | --------------- | -------------- | --------------- | ------------------------------ | ---------------------------- | ------------- |
|       | 48.20   | Майкл Гросс     | ГДР            | 11 Февраля 1988 | —                              | Оффенбах-ам-Майн, ГДР        | [ 3 ]         |
| 1     | 47.94   | Густаво Борхес  | Бразилия       | 2 Июля 1993     | Чемпионат Бразилии по плаванию | Сан-Паулу, Бразилия          | [ 4 ]         |
| 2     | 47.83   | Александр Попов | Россия         | 1 Января 1994   | Кубок мира по плаванию         | Гонконг Китай                | [ 5 ] [ 6 ]   |
| 3     | 47.82   | Александр Попов | Россия         | 5 Января 1994   | Кубок мира по плаванию         | Пекин, Китай                 | [ 7 ] [ 6 ]   |
| 4     | 47.12   | Александр Попов | Россия         | 12 марта 1994   | Кубок мира по плаванию         | Дезенцано-дель-Гарда, Италия | [ 8 ] [ 6 ]   |
| 5     | 46.74   | Александр Попов | Россия         | 19 Марта 1994   | Кубок мира по плаванию         | Гельзенкирхен, Германия      | [ 6 ]         |
| 6     | 46.25   | Ян Крокер       | США            | 27 Maрта 2004   | NCAA                           | Ист-Медоу, США               | [ 9 ]         |
| 6=    | 46.25   | Роланд Шуман    | ЮАР            | 22 Января 2005  | Кубок мира по плаванию         | Берлин, Германия             | [ 10 ]        |
| 7     | 45.83   | Стефан Нистранд | Швеция         | 17 Ноября 2007  | Кубок мира по плаванию         | Берлин, Германия             | [ 11 ] [ 12 ] |
| 8     | 45.69   | Ален Бернар     | Франция        | 7 Декабря 2008  | Чемпионат Франции по плаванию  | Анже, Франция                |               |
| 9     | 45.12 ½ | Амори Лево      | Франция        | 12 Декабря 2008 | Чемпионат Европы по плаванию   | Риека, Хорватия              | [ 14 ]        |
| 10    | 44.94   | Амори Лево      | Франция        | 12 Декабря 2008 | Чемпионат Европы по плаванию   | Риека, Хорватия              |               |
| 11    | 44,84   | Кайл Чалмерс    | Австралия      | 29 октября 2021 | Кубка мира                     | Казань, Россия               | [ 15 ]        |

Рекорды зафиксированные не в финальном заплыве: 1/2 - полуфинал, э - эстафета.